# 마쓰시타 고노스케

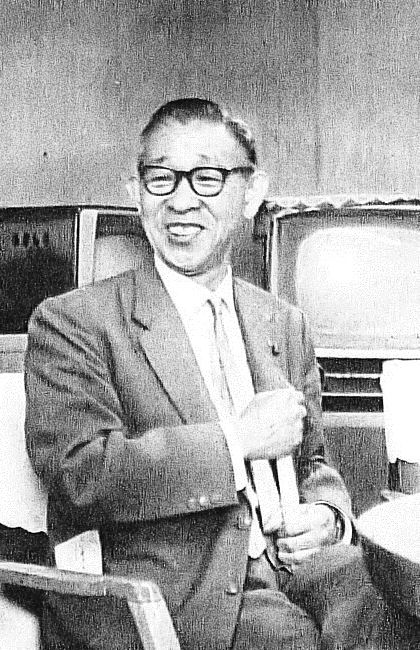
마쓰시타 고노스케

마쓰시타 고노스케(일본어: 松下幸之助, 1894년 11월 27일 ~ 1989년 4월 27일)는 일본의 사업가로 현재의 파나소닉을 세운 인물이다. 독창적인 아이디어로 전기산업 발전에 공헌하였으며, '경영의 신(神)'으로 불리기도 한다. 종교는 장로교이다.

## 유년 및 청년기

### 유년기
1894년 11월 27일, 와카야마현 가이소군의 와사무라에서 아버지 마쓰시타 마사쿠스와 어머니 무메노 도쿠에다 사이에서 8남매 (3남 5녀) 중막내로 태어났다 부친은 선조로부터 물려받은 약 18만 4,000평의 토지를 소유하고 있었고, 소작인만 7명을 두고 있었으며, 촌의회의 의원을 지내는 등 비교적 유복한 가정환경 이었다. 하지만, 5살이 되는 1899년에 부친이 쌀의 선물거래를 하다가 큰 손해를 보면서 가세가 갑자기 몰락하였고 곤궁한 생활이 계속되면서 형제들 모두가 결핵과 전염병으로 사망하고 혼자 살아 남게 된다.

### 청소년기

#### 자전거 가게에서 일하다
1901년, 소학교에 입학했으나 졸업을 앞둔 4학년 도중에 오사카의 맹아원에 사무직으로 취직해 있던 부친으로부터 부름을 받고 오사카로 상경하면서 학교를 중퇴하였다. 9살의 어린 나이에 오사카로 상경한 마쓰시타는 처음 <미야다>라는 화로를 제조, 판매하는 상점에서 '뎃치' 신분으로 3개월 동안 일했다. 주인의 사정으로 가게가 문을 닫자 <고다이 상점>이라는 자전거 점포에서 '사환' 신분으로 5년 정도 일했다. 열세살일 때인 1907년 가게에 손님이 왔는데 주인이 마침 없었다. 사환 신분이므로 자전거 장사하면 안 되었지만 10%를 싸게 해주기로 했다. 이 사실을 안 주인에게 혼난 마쓰시타는 울었다. 주인은 5%를 싸게 해주도록 했고 이 사실을 안 손님은 마쓰시타가 있는 동안 고다이 상점 자전거를 사기로 했다고 한다. 자식이 없던 주인 부부는 마쓰시타에게 잘해주었다. 단체사진을 찍지 못하는 것에 분해서 울자 주인의 부인이 같이 사진을 찍었다. 주인 부부의 따뜻한 마음은 마쓰시타에게 위로가 되었다.

#### 전기회사
1910년에 지인을 통해 신흥회사인 오사카 전등회사의 옥내배선 부서에 '견습공'으로 취직하였다. 첫 월급은 1엔이었다. 새로 만들어진 회사인 덕분에 승진 속도가 빨라 3개월 뒤에서는 다카츠 영업소로 전근함과 동시에, 직급도 '견습공'에서 '직공'으로 승진했다. 힘들고 위험한 일이었으나 대저택의 배선공사, 해수욕장과 극장의 조명등의 대형공사를 맡아서 하였다. 1913년에 간사이 상공학교 예과에 입학해 중간에 그만 두었던 학업을 계속 하려 했지만, 학교생활에 별 흥미를 느끼지 못해 2년도 지나지 않아 중퇴하였다. 《먼나라 이웃나라》의 저자인 이원복은 《먼나라 이웃나라》-일본편 1권:일본인(김영사)에서 마쓰시타가 초등학교 졸업이라고 했는데, 이는 사실과 다르다. 마쓰시타 고노스케의 학력은 초등학교 졸업이 아니라 간사이 상공학교 중퇴이다. 1915년 모친이 57세의 나이로 사망하였으며, 그 해 큰 누나의 중매로 이우에 무메노와 결혼한다. 2년 뒤, '검사원'으로 승진했다.

## 오사카에서의 창업
검사원으로 승진하면서 5시간 정도만 일하고 나머지 시간을 전기기구 발명에 힘을 썼고, 그 결과 '개량소켓'의 시제품을 개발하였으나 그의 상사가 관심을 보이지 않아 1917년에 오사카 전등회사를 퇴사함과 동시에 퇴직금, 적립금, 저축을 모두 합친 100엔과 지인으로부터 빌린 100엔을 보태, 세들어 살고 있던 오사카 이카이노의 집을 주거 겸 공장으로 개조해 전구소켓을 만들게 되나 반응이 신통치 않았다. 곤궁한 가운데, 전부터 알고 지내던 한 전기 상점 주인으로부터 도기제였던 선풍기의 바닥 판을 마쓰시타의 소켓 제조기술을 응용해 인조수지로 만들 수 없겠는냐는 제안을 받게 된다. 그는 인조수지에 대한 지식이 없었지만, 경험자의 도움을 받아 1,000개의, 그리고 다시 2,000 개의 선풍기 바닥 판 주문을 받아 납품하면서 어느 정도 자금을 마련하게 된다.
1918년, 오사카의 오오히라키쵸의 조그만 2층 집을 빌려 '마쓰시타 전기기구 제작소'로 사명을 정한 뒤, '어태치먼트(연결) 플러그'를 생산하기 시작한다. 종래의 소켓에 비해 모양이 새롭고, 독창적인 제작 방법으로 값도 싸면서 사용도 간편하자 도매상들의 호평을 받으며 입소문을 타게 된다. 주문이 늘어나자 '2단 소켓'의 개량에 착수하였고, 개량에 성공해 생산하기 시작하면서 상당한 성공을 거두게 된다.

## 도쿄로의 진출
'연결 플러그'와 '2단 소켓'의 성공 소문을 듣고 오사카 시내의 <요시다 상점>으로부터 총대리점 자격의 판매권을 주지 않겠냐는 제의를 받게 된다. 요시다 상점은 오사카뿐만 아니라 도쿄 방면에도 판매망이 있는 만큼 생산설비와 인원을 늘리라는 제의를 하였고, 자금이 모자란 마쓰시타는 <요시다 상점>과 교섭하여 3,000엔을 빌려 공장을 확장하였다. 하지만 얼마 되지 않아 도쿄의 동종 업계의 업자들이 결속해서 '가격 덤핑'으로 강력히 대항하자, <요시다 상점> 측에서 총대리점 계약을 해지할 것을 요구하였고, 3,000엔은 천천히 갚는 선에서 마무리를 짓게 된다.
마쓰시타는 난생 처음으로 도쿄로 가 지도를 손에 들고 생면부지의 도매상들을 일일이 찾아다니며 상담을 하면서 판로를 점차 확대해 나갔다. 판로가 넓어지면서 주문량이 많아짐에 따라 창업 4년째인 1922년, 본격적으로 공장 건설에 착수하기로 하였다. 공장이 45평, 사무실 및 주거가 25평, 도합 70평 정도의 부지를 책정하고 건축가에게 견적을 문의한 결과 7,000엔 남짓한 금액이 예상되었고, 설비나 운전자금까지 포함하면 10,000엔 정도의 자금이 필요했지만 수중에는 4,500엔 정도에 불과하였다. 여전히 영세한 규모의 회사로 은행으로부터 융자를 받을 만한 신용이나 담보도 없는 상태에서 그는 용기를 내 건축업자에게 자신의 재무상황을 솔직하고 의연한 태도로 설명하고 도움을 요청함으로써 건축비를 매달 갚는 식으로 돈을 빌리게 된다. 1923년에 발매된 '포탄형 전지식 램프'는 자전거용으로 야간주행시 촛불을 켠 초롱이나 석유램프에 비해 획기적인 것으로, 자전거포 <고다이 상점>에서의 점원으로서의 경험이 바탕이 된 철저히 실용적인 제품이었다. 하지만 자전거 램프 전체에 대한 뿌리 깊은 불신때문에 판매가 부진하자, 특정 지역과 자전거 소매상을 추려 일일이 찾아다니며 제품을 무료로 빌려주며 직접 시험(test marketing)해 보도록 하면서 만족하게 되면 도매상을 통해 구입을 요청하도록 권유했다.

### 그 후
당시 일본은 직원들의 복리후생에 신경쓰지 않아, 이에 불만을 품은 직원들이 다른 회사로 쉽게 옮기는 일이 많았는데, 마쓰시타 고노스케는 연공서열제-경력에 따라 승진을 시키는 인사제도-와 종신고용제로 해결하였다. 실례로 1930년대, 심각한 불경기로 많은 회사들이 직원들을 해고했지만, 마쓰시타는 한 명의 직원도 해고하지 않았다.
마쓰시타는 노동조합과 다음과 같은 단체교섭을 하였다.
- 정리해고와 임금삭감을 하지 않는다.
- 재고를 모두 소진한다.

당연히 노동자들이 열심히 일해서 재고를 모두 소진했다.
마쓰시타 전기산업은 PHP(Peace and Happiness through Prosperity) 연구운동을 시작했고, 1952년에 필립스와 기술제휴를 맺었으며, 1953년에는 중앙연구소를 설립했다. 1964년에는 사무용 대형 컴퓨터 사업에서 철수를 선언했다. 1965년 4월부터는 주 5일 근무제를 실시하여 직원들이 적당한 휴식으로 노동의욕을 높일 수 있도록 하였다. 그는 정치인의 육성에도 관심이 있어, 1979년 마쓰시타 정경학원(일본어: 松下政経塾) 을 창설했다.

## 일화
마쓰시타 고노스케는 직원들의 복지뿐만 아니라, 잠재 고객의 편의까지도 고려한 것으로 알려져 있다. 실례로 일본 오사카에서 엑스포가 열렸을 때 마쓰시타는 전시관을 보러 온 관람객들이 더운 여름에 고생하는 것을 보고, 회사 광고지를 접어서 종이모자를 만들어서 제공했다. 그의 작은 친절은 회사 선전에도 상당히 기여했다. 관람객들이 가는 곳마다 마쓰시타 전기산업이라는 회사 이름이 사람들의 눈에 띄었기 때문이다.

## 명언
- 고객을 신으로 받들어 모셔라.

"회사나 가게를 찾아오는 고객은 모두 신과 같은 존재다.
따라서 두 손을 모으고 절을 하는 마음으로 고객을 정중하게 대해야 한다.
그렇게 하면 큰 기쁨을 느낄 수 있을 뿐 아니라 그런 대접을 받고 싫어하는 고객이 없기 때문에 결과적으로 사업도 번창하게 된다. "
- 영원한 청춘 -
- 실패를 기회로 삼아야 한다.

누구나 한 번쯤은 실패를 겪게 마련이다.
하지만 그 실패를 딛고 일어나는 사람은 성공의 길로 한발짝 다가선 사람이고 실패에서 주저앉게 되면 그 사람은 더 이상 전진할 수 없는 사람이다.
- 적에게도 배울점이 있다.

개인은 절대로 혼자서 살 순 없다.
사람과 사람이 모여 사회를 이루고 우리는 그 사회속에서 살아간다.
만약 본인 자신만이 가장 우수하다고 생각하며 살아간다면 그 사람의 미래는 보나마나다.
항상 겸손한 자세로 아무리 나보다 못난 사람이라도 최소한 배울점이 한 가지 이상은 있다.
- 겸손해야 한다.

나의 평생 가치관... 잊어서는 안 된다.
- 생각을 했으면 실천에 옮겨야 한다.

생각이 아무리 뛰어나도 실천에 옮기지 못하면 절대로 앞으로 나갈 수 없을 것이다.
- 물질보다는 정신적인 면을 중시하고 발전시켜라.

주관적인 생각일 수도 있겠지만 나는 정신이 발전하고 물질이 선순위가 되지 않아야 성공으로 가는 지름길이라 생각한다.
- 서로 다름을 인정해라.

사람들은 절대로 나와 같지 않다.
절대로 나와 같은 생각을 하지 않으며 똑같은 사물을 보더라도 서로 다르게 해석하는 것이 우리 사람들이다.
서로 다름을 인정하고 그 사람들에게서 장점을 찾아 나 자신의 발전의 기회로 삼아야 한다.
- 무얼하든 꾸준히 하라.

인생은 마라톤이다.
단기간 무언가를 한다고 해서 그 성과가 바로 나타나지는 않는다.
꾸준히 실천해야 성과가 나타나기 마련이다.

## 관련 서적
- 《영원한 청춘, 마쓰시타 고노스케 나의 이력서》,김정환 옮김, 거름(마쓰시타 고노스케의 자서전.)
- 살림지식총서 354《마쓰시타 고노스케 일본이 낳은 경영의 신》/권혁기 지음, 살림출판사.
- 《경영의 마음가짐》/양원곤 옮김. 청림출판 간. 잠언록